# Nasone
Pour l’article homonyme, voir Niccoló Nasoni.

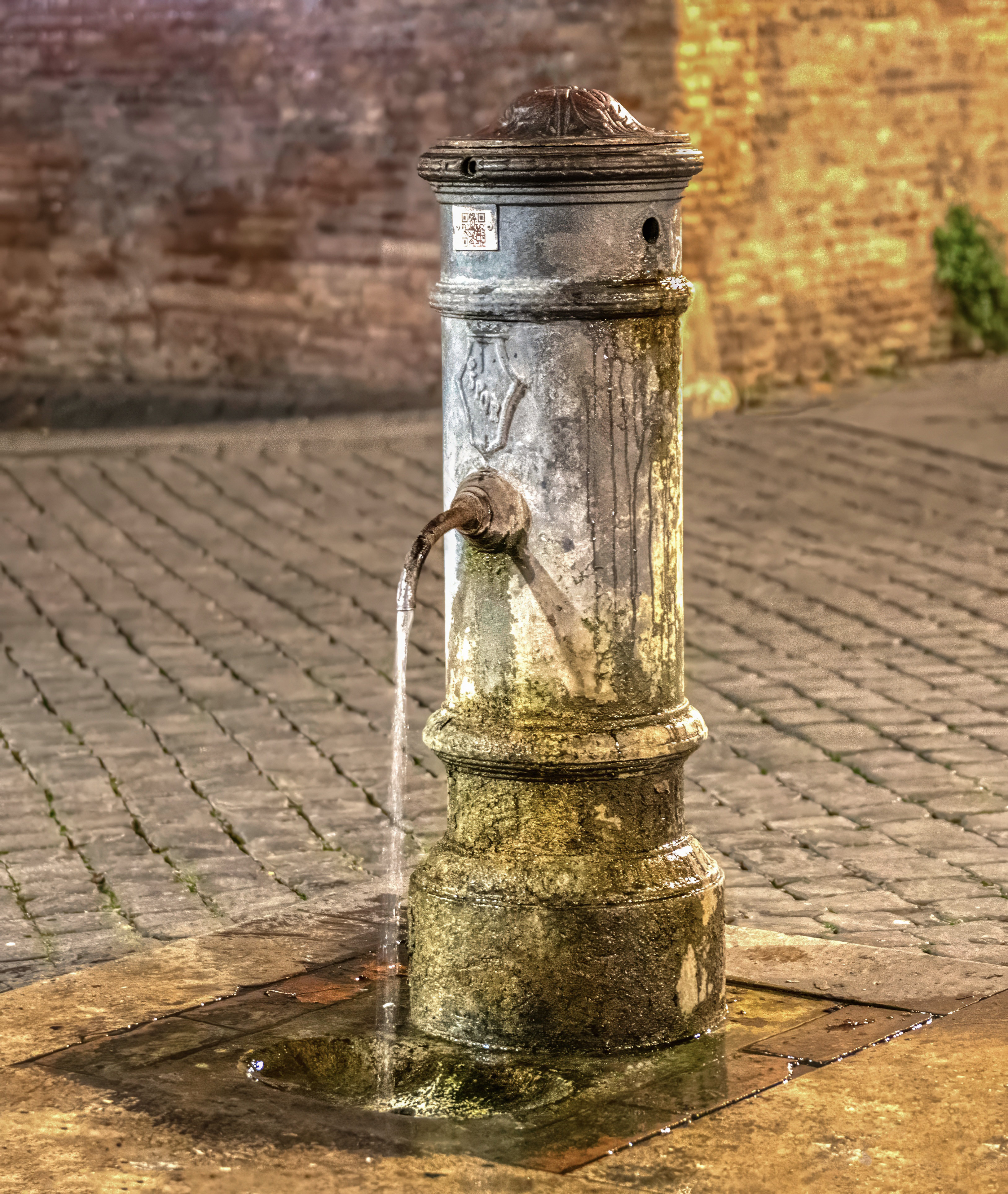
Nasone typique à Rome

Un nasone (prononcé : /naˈzoːne/ ou /naˈsoːne/, pluriel nasoni prononcé : /naˈzoːni/ ou /naˈsoːni/, mot italien signifiant littéralement « gros nez ») est une fontaine publique distribuant de l'eau potable gratuite dans une commune de l'agglomération de Rome.

## Histoire
L'origine de ce terme vient de la forme du robinet typique de ces fontaines, forme qui évoque un grand nez.
Ces fontaines, typiques de Rome, sont apparues pour la première fois en 1874, à la suite d'une initiative du fonctionnaire municipal Rinazzi. Elles étaient à l'origine pourvues de trois jets en forme de tête de dragon : il existe encore trois exemplaires de ce modèle, situés piazza della Rotonda (devant le Panthéon), via delle Tre Cannelle et via di San Teodoro. Par la suite, les robinets des nasoni des générations suivantes furent réalisés avec une simple embouchure lisse. C'est le modèle qui persiste encore.
Près de 2 500 nasoni ont été répertoriés sur le territoire de la commune de Rome, dont 280 à l'intérieur du mur d'Aurélien. À ces 280 nasoni du centre doivent être ajoutées 114 autres fontaines distribuant de l'eau potable aux Romains, aux touristes et aux animaux de Rome.
L'ensemble des positions de ces fontaines situées dans le centre de Rome fait l'objet d'une carte éditée par Fabrizio Di Mauro, destinée à tous ceux qui visitent Rome ou qui y vivent.

## Caractéristiques techniques

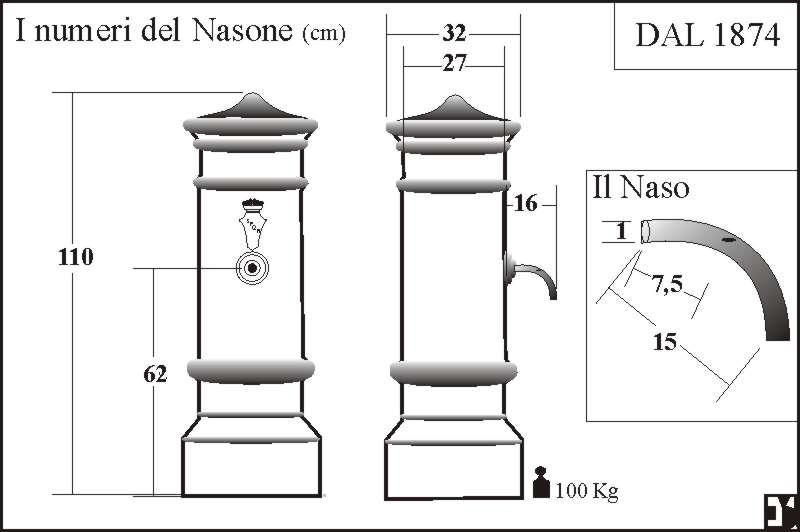
Caractéristiques techniques

- Hauteur : 110 cm
- Masse : 100 kg
- Matière : fonte[5]

## Particularité
La différence des nasoni par rapport aux autres fontaines est qu'ils ont un trou juste au-dessus de l'embouchure : il suffit de placer l'index sur la sortie d'eau pour la boucher et l'eau sort par l'orifice au-dessus de l'embouchure, ce qui facilite la boisson.